# 성전산 및 에레츠 이스라엘 신앙 운동
성전산 및 에레츠 이스라엘 신앙 운동(Temple Mount and Eretz Yisrael Faithful Movement)은 정통파 유대교의 운동으로, 예루살렘 성전산에 제3성전을 짓고 코르반(희생 제물)을 드리는 제사를 다시 시행하자는 목적을 갖고 있다.

## 역사
성전산 신앙 운동은 전 이스라엘 방위군 장교이자 중동 연구원인 게르손 살로몬이 1967연 설립하였다. 성전산 신앙 운동의 구성원은 '성전산 신앙인'으로 지칭한다.
1990년 10월 8일, 성전산 신앙 운동이 성전산에 제3성전의 주춧돌을 놓겠다는 발표로 인해 발생한 1990년 성전산 폭동 과정에서, 이스라엘 국경 경찰의 진압으로 인해 팔레스타인인 17명이 사망했고 100명 이상이 부상을 입었다. 폭동 이후, 경찰은 게르손 살로몬의 성전산 출입을 금지하였으며, 이에 반발해 낸 살로몬의 소송은 이스라엘 고등 법원이 기각하였다.
성전산 신앙 운동은 유대인의 성전산 장악을 주장한 최초의 단체였으며, 1970년대부터 1980년대까지 가장 활발한 활동을 전개했다. 활동 초기에는 운동의 목표를 종교적인 관점보다 국가주의적인 상징적 관점으로 제시하였다. 1983년 살로몬은 한 인터뷰에서 "성전산을 통치하는 자가 이스라엘의 땅을 통치할 권리가 있다"고 언급하였다. 시간이 흐름에 따라 살로몬은 종교적 색체를 띈 종말론적 및 구원론적 사상을 갖게 되었으나, 이는 정통파 유대교의 내용과 크게 달랐다. 1987년 정통파 유대교 파벌과의 갈등으로 인해 공식적으로 운동이 분열되었으머, 더 강한 종교성을 띈 '성전 설립 운동'이 설립되었다. 이후 유대교 과격파 내 성전산 신앙 운동의 영향력은 점차 약화되었으나, 현재도 어느 정도의 존재감을 나타내고 있다.

## 활동
성전산 신앙 운동 자체는 시위의 성격을 지니지만, 일부 유대교 과격파와 달리, 이스라엘의 사법 체계 안에서의 활동을 지향하고 있다. 성전산 신앙 운동은 주요 유대교 행사일 질전 이스라엘 경찰에 성전산으로의 진입 및 기도 행사의 주최를 신청하지만, 경찰은 이를 계속적으로 불허하고 있다. 이후 이스라엘 고등 법원으로의 탄원이 이어지며, 고등 법원은 입장 자체는 허가하되 기도 행사의 주최는 불허하고 있다. 이는 경찰 대표단의, 입장 자체는 보안상 허용 가능한 범위라는 의견에 따르는 것이다. 경찰은 보안상의 문제로 입장에 부정적이며, 이에 따라 성전산 신앙 운동은 분문에서 시위를 진행하며, 성전산 진입 직전에 경찰에 제지받는다.
근래에 살로몬은 성전산 신앙 운동의 활동 방향을 종말론적 및 구원론적 사상을 중림으로 옮겼으며, 성전의 재건이 주요 목표로 부상하였다. 또한 비슷한 시기에 성전산 신앙 운동은 기독교 근본주의 단체와 가까운 관계를 설립하였으며, 미국 등 멏 국가의 기독교 단체에게서 경제적 지원을 받고 있다.

## 같이 보기
- 성전 연구소